# Nguyễn Ngọc Sơn (chính khách)
Nguyễn Ngọc Sơn (sinh ngày 25 tháng 5 năm 1975) là chính trị gia nước Cộng hòa xã hội chủ nghĩa Việt Nam. Ông hiện là Ủy viên Thường trực Ủy ban Khoa học, Công nghệ và Môi trường của Quốc hội, Đại biểu Quốc hội khóa XV từ Hải Dương. Ông từng là Ủy viên Ban Chấp hành Đảng bộ cơ quan Văn phòng Quốc hội, Ủy viên Ban Thư ký Quốc hội, Vụ trưởng Vụ Phục vụ hoạt động giám sát, Văn phòng Quốc hội.
Nguyễn Ngọc Sơn là đảng viên Đảng Cộng sản Việt Nam, học vị Cử nhân Kế toán, Cử nhân Luật, Thạc sĩ Quản trị kinh doanh, Tiến sĩ Quản lý xây dựng, Cao cấp lý luận chính trị. Ông có 15 năm công tác ở doanh nghiệp nhà nước về xây dựng trước khi tham gia hoạt động của Quốc hội.

## Xuất thân và giáo dục
Nguyễn Ngọc Sơn sinh ngày 25 tháng 5 năm 1975 tại xã Đại Đức, huyện Kim Thành, tỉnh Hải Dương. Ông lớn lên và tốt nghiệp phổ thông ở Kim Thành, theo học đại học ở Hà Nội và có hai bằng đại học gồm Cử nhân Kế toán và Cử nhân Luật, tiếp tục học cao học và nhận bằng Thạc sĩ Quản trị kinh doanh, là nghiên cứu sinh rồi trở thành Tiến sĩ Quản lý xây dựng. Ông được kết nạp Đảng Cộng sản Việt Nam vào ngày 19 tháng 5 năm 2002, trở thành đảng viên chính thức sau đó 1 năm, từng theo học các khóa chính trị ở Học viện Chính trị Quốc gia Hồ Chí Minh và tốt nghiệp Cao cấp lý luận chính trị. Hiện ông thường trú ở phường Hoàng Liệt, quận Hoàng Mai, thành phố Hà Nội.

## Sự nghiệp
Tháng 7 năm 1997, sau khi tốt nghiệp đại học, Nguyễn Ngọc Sơn được tuyển dụng vào Tổng công ty Xây dựng công trình giao thông 8 (Cienco 8), Bộ Giao thông Vận tải, phân công làm Kế toán tổng hợp của Ban Điều hành dự án hợp đồng 3 – Quốc lộ 5. Ba năm sau, ông chuyển sang Ban Điều hành dự án B4 Cầu Non Nước, tiếp tục là Kế toán tổng hợp, thêm 2 năm cho đến tháng 9 năm 2002 thì tới Công ty liên doanh công trình Hữu Nghị, một công ty con của Cienco 8, làm Kế toán trưởng. Từ tháng 7 năm 2003, ông nhậm chức Chủ tịch Công đoàn, Kế toán trưởng Công ty liên doanh công trình Hữu Nghị, đồng thời là Ủy viên Ban Chấp hành Đảng bộ Công ty 829, một công ty con khác của Cienco 8. Tháng 1 năm 2007, ông được thăng chức Phó Giám đốc Công ty Hữu Nghị, đến tháng 6 năm 2008 thì tới Trung tâm Bồi dưỡng kỹ thuật và nghiệp vụ 8 của Cienco 8 làm Phó Giám đốc. Tháng 9 cùng năm, ông giữ nhiều vị trí cùng lúc như Bí thư Chi bộ, Ủy viên Ban Chấp hành Đảng bộ, Phó Trưởng Ban Tuyên giáo Đảng ủy, Ủy viên Ban Chấp hành Công đoàn Cienco 8, Giám đốc Công ty cổ phần Xây dựng thương mại và Đào tạo 8 của Cienco 8.
Tháng 8 năm 2012, sau 15 năm công tác ở Cienco 8, Nguyễn Ngọc Sơn được điều tới Văn phòng Quốc hội, nhậm chức Chi ủy viên, Phó Giám đốc, Chủ tịch Công đoàn Ban Quản lý các dự án đầu tư xây dựng. Đến tháng 1 năm 2015, ông là Phó Giám đốc, Phó Chủ tịch Công đoàn cơ sở Cục Quản trị của Văn phòng Quốc hội, giữ chức hơn nửa năm cho đến tháng 8 thì chuyển sang làm Bí thư Chi bộ, Phó Vụ trưởng, Chủ tịch Công đoàn Vụ Phục vụ hoạt động giám sát, đồng thời là Ủy viên Ban Thường vụ, Chủ nhiệm Ủy ban Kiểm tra Công đoàn cơ quan Văn phòng Quốc hội. Tháng 9 năm 2018, ông được giao Quyền Vụ trưởng Vụ Phục vụ hoạt động giám sát, được bầu bổ sung vào Ban Chấp hành Đảng bộ cơ quan Văn phòng Quốc hội từ tháng 12 năm 2019, nhậm chức Ủy viên Ban Thư ký Quốc hội, Vụ trưởng Vụ Phục vụ hoạt động giám sát vào thời điểm này. Năm 2021, ông được Ủy ban Thường vụ Quốc hội giới thiệu tham gia ứng cử đại biểu Quốc hội từ Hải Dương, thuộc đơn vị bầu cử số 3 gồm huyện Gia Lộc, Tứ Kỳ, Cẩm Giàng, rồi trúng cử Đại biểu Quốc hội khóa XV với tỷ lệ 79,60%. Ngày 21 tháng 7 năm 2021, ông được phê chuẩn làm Ủy viên Thường trực Ủy ban Khoa học, Công nghệ và Môi trường của Quốc hội.